# JMulTi
JMulTi es un software libre interactivo de análisis econométrico, especializado en análisis de series de tiempo univariado y multivariante. Tiene una interfaz gráfica de usuario Java.
La motivación para su diseño era proporcionar los medios por los que podrían llevarse a cabo algunos procedimientos econométricos de series de tiempo que eran difíciles o no estaban disponibles en otros paquetes econométricos. Estos procedimientos incluyen análisis de respuesta de impulso con intervalos de confianza bootstrapped VAR / Modelo vectorial de corrección de errores (VECM).